# Sambiharjo
Sambiharjo is een bestuurslaag in het regentschap Wonogiri van de provincie Midden-Java, Indonesië. Sambiharjo telt 1836 inwoners (volkstelling 2010).